# Самюъл Хиърн
Самюъл Хиърн (на английски: Samuel Hearne) е английски изследовател, търговец на кожи.

## Ранни години (1745 – 1766)
Роден е през февруари 1745 година в Лондон, Великобритания, в семейство на инженер-мостостроител. На 3-годишна възраст остава сирак. След завършване на началното си образование през 1756, на 11-годишна възраст, постъпва като юнга в Кралския военноморски флот. Участва в няколко сражения по време на Седемгодишната война (1756 – 1763). След войната плава в Ла Манш и Средиземно море. През 1763 напуска флота и се занимава с друга дейност, но каква не е известно.

## Работа в „Компанията Хъдсънов залив“ (1766 – 1769)
През февруари 1766 Хиърн заминава за Канада и постъпва на работа в „Компанията Хъдсънов залив“ като помощник-капитан на кораба „Чърчил“, занимаващ с търговия с ценни животински кожи, изкупувани от индианците. След две години става помощник-капитан на кораба „Шарлот“ и участва в лов на китове. През 1768 изследва част от крайбрежието на Хъдсъновия залив с цел увеличаване улова на трѐска. По време на своите плавания Хиърн усъвършенства уменията си по навигация, които впоследствие му помагат по време на неговите експедиции.

## Експедиции в Северна Канада (1769 – 1772)
От 1769 до 1772 провежда три експедиции в северозападно направление за откриване на находища на мед и търсене на плавателна река течаща на запад към Тихия океан.

### Първа експедиция (ноември – декември 1769)
Първата експедиция е извършена през ноември и декември 1769, която се оказва безрезултатна поради голямото число участници и множеството багаж, който трябва да се носи от индианците носачи.

### Втора експедиция (февруари – ноември 1770)
От 23 февруари до 20 ноември 1770 провежда втора експедиция, вече с малка и лесноподвижна група индианци, като изследва обширни територии на изток от 102º з.д. до Хъдсъновия залив, между 59º – 64º с.ш. Открива река Казан (десен приток на Телон) с езерото Яткайед (62°40′ с. ш. 98°00′ з. д. / 62.666667° с. ш. 98° з. д.), река Дубонт (десен приток на Телон) с езерото Дубонт (3000 км2, 63°00′ с. ш. 101°30′ з. д. / 63° с. ш. 101.5° з. д.), реките Сил и Тлевиаза, вливащи се в Хъдсъновия залив съответно на 59º с.ш. и 60º 30` с.ш., езерото Неджанилини (59°30′ с. ш. 97°40′ з. д. / 59.5° с. ш. 97.666667° з. д.) и др.

### Трета експедиция (декември 1770 – юни 1772)
Въпреки направените открития по време на второто си пътуване, Хиърн анализира грешките от първите две и в третото си пътешествие се отправя без спътници-европейци, а само с група индианци под ръководството на великия вожд Матонаби и неговите осем жени, които пренасят багажа, влачат шейните и се занимават с прехраната. На 7 декември 1770 експедицията поема на северозапад. На северозапад от устието на река Чърчил открива езерото Нюелтин (60°00′ с. ш. 99°00′ з. д. / 60° с. ш. 99° з. д., в горното течение на река Тлевиаза), продължава на северозапад и пресича горните течения на реките Казан, Дубонт и Телон. Около 20 април 1771 групата на Хиърн се намира около езерата, от където извира река Телон и прекарва там цял месец, подготвяйки канутата за плаване през лятото по реките и езерата в тундрата. На север от изворите на Телон открива езерото Клинтън-Колдън (64°00′ с. ш. 107°20′ з. д. / 64° с. ш. 107.333333° з. д., на североизток от Голямото Робско езеро). На северозапад от него открива езерото Ейлмър (64°20′ с. ш. 108°30′ з. д. / 64.333333° с. ш. 108.5° з. д.), а след това – езерото Контуойто (65°40′ с. ш. 110°40′ з. д. / 65.666667° с. ш. 110.666667° з. д.). В средата на юли 1771 достига до водопада Блади Фолс (67°40′ с. ш. 115°20′ з. д. / 67.666667° с. ш. 115.333333° з. д., в най-долното течение на река Копърмайн) и на 18 юли се спуска до устието на Копърмайн, като открива залива Коронейшън. На обратния път проследява цялото течение на река Копърмайн до езерото Пойнт, в края на декември открива Голямото Робско езеро (28570 км2) и на 30 юни 1772 се завръща в устието на Чърчил. Пътят изминат от Хиърн по време на третото му пътешествие е над 8 хил. км, а изследваната територия – над 650 хил. км2.

## Следващи години (1772 – 1792)
На 22 януари 1776 Хиърн става комендант на форт Принц Уелски (днес град Чърчил, Канада) в устието на Чърчил. На 8 август 1782 фортът е атакуван от три френски кораба със 72 оръдия и 290 войници, ръководени от бъдещия велик мореплавател Жан Франсоа Лаперуз. Във форта Хиърн разполага само с 38 души и като разбира безсмисленото съпротивление се предава без изстрел, след което всички са арестувани, натоварени на малко корабче и върнати в Англия.
През 1783 Хиърн отново се връща в Канада и открива, че ситуацията още повече се е влошила. Индианското население катастрофално намалява от болести и глад. Вождът Матонаби се е самоубил. Здравето и на Хиърн се влошава и на 16 август 1787 окончателно напуска Канада и се връща в Англия, където по съвет на пленилия го Лаперуз, който е поразен от неговите открития в Северна Канада, написва книгата „Пътешествие от форт Принц Уелски на Хъдсъновия залив до Северния океан“ (на английски: „A journey, from Prince of Wale's fort in Hudson's Bay to the North Ocean...“, 1795), която е публикувана три години след смъртта му.
Умира през ноември 1792 година в Лондон на 47-годишна възраст.

## Памет
Неговото име носят:
- град Хиърн (50°06′ с. ш. 105°08′ з. д. / 50.1° с. ш. 105.133333° з. д.), в провинция Саскачеван, Канада;
- езеро Хиърн (62°19′ с. ш. 113°10′ з. д. / 62.316667° с. ш. 113.166667° з. д.), северно от Голямото Робско езеро, Канада;
- залив Хиърн (60°10′ с. ш. 99°20′ з. д. / 60.166667° с. ш. 99.333333° з. д.), в югоизточната част на езерото Нюелтин;
- нос Форт Хиърн пойнт (70°09′ с. ш. 124°32′ з. д. / 70.15° с. ш. 124.533333° з. д.), на северния бряг на Канада, залива Амундсен;
- нос Хиърн (68°11′ с. ш. 114°44′ з. д. / 68.183333° с. ш. 114.733333° з. д.), на северния бряг на Канада, залива Коронейшън;
- нос Хиърн (74°43′ с. ш. 110°33′ з. д. / 74.716667° с. ш. 110.55° з. д.), на южния бряг на остров Мелвил в Канадския арктичен архипелаг;
- остров Форт Хиърн (69°27′ с. ш. 132°58′ з. д. / 69.45° с. ш. 132.966667° з. д.), в море Бофорт, северния бряг на Канада;
- проток Хиърн (62°03′ с. ш. 112°33′ з. д. / 62.05° с. ш. 112.55° з. д.), в североизточната част на Голямото Робско езеро;
- училище „Самюъл Хиърн“, в град Торонто, Канада.